# Robert Wilhelm Ekman
Pour les articles homonymes, voir Ekman.
Robert Wilhelm Ekman (né le 13 août 1808 à Uusikaupunki – mort le 19 février 1873 à Turku) est un artiste peintre et professeur significatif du romantisme et du nationalisme romantique finlandais.

## Biographie
Robert Ekman nait dans une famille bourgeoise d'Uusikaupunki.
Son père Karl Kristoffer Ekman, est médecin et maire.
Sa mère est Sara Elisabet Gadolin.
Les parents de Robert Ekman décèdent quand il a dix ans, laissant 5 orphelins qui seront placés dans des foyers d'accueil.
L'éducation scolaire sera incomplète ne laissant aucune chance d'accéder à une formation universitaire.
Robert Ekman étudie l'art en Finlande avec Gustaf Wilhelm Finnberg (fi) puis, en 1824, il entre à l'Académie royale des arts à Stockholm.
Il se spécialise alors dans la représentation de la vie des gens ordinaires plutôt que dans le classicisme de l'art académique.
En 1836, Robert Ekman est diplômé et il reçoit une bourse de voyage généreuse pour l'excellence de ses études.
Cette bourse lui permet de travailler aux Pays-Bas, en France et en Italie de 1837 à 1844.

## Œuvres
En Finlande, ses œuvres sont exposées à l'Ateneum, au Musée d'art de Turku, au Musée d'art de Tampere, au Musée d'art d'Imatra, au Musée national de Finlande,à la Galerie Cygnaeus et au Musée d'art Serlachius Gösta.
Parmi ses œuvres publiques notons sa fresque de la cathédrale de Turku (1850–1854) et il a peint plus de 30 retables dont : Vieille église d'Helsinki (1846–1848), église de Sääksmäki (1847), église de Viitasaari (1849), église de Sauvo (1853), cathédrale d'Oulu (1859), église de Tammela (1860), église de Vaasa (1861), église centrale de Pori (1863), église Saint-Michel de Paimio (fi) (1865) et église de Pertteli (1871).

## Retables

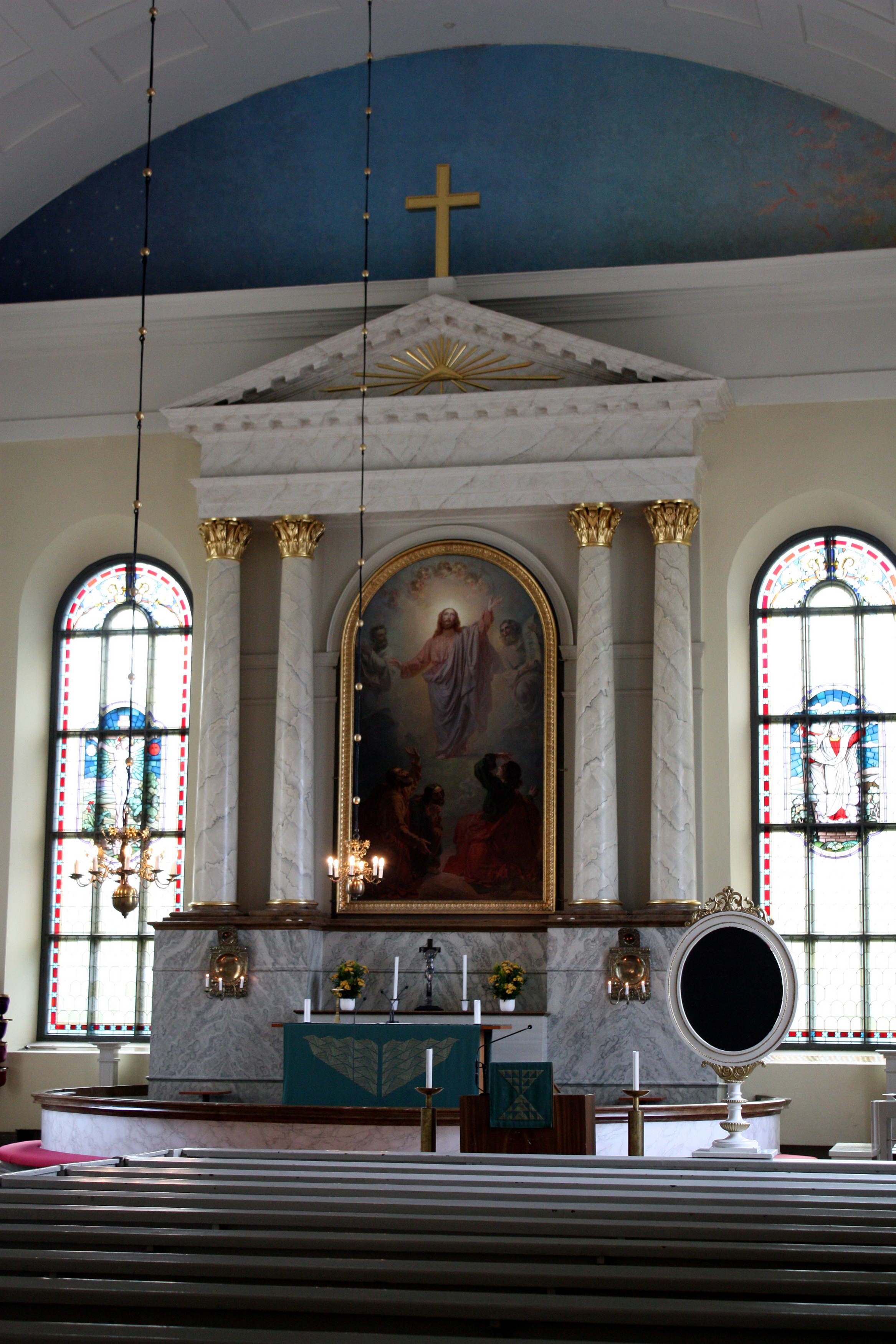
Cathédrale d'Oulu
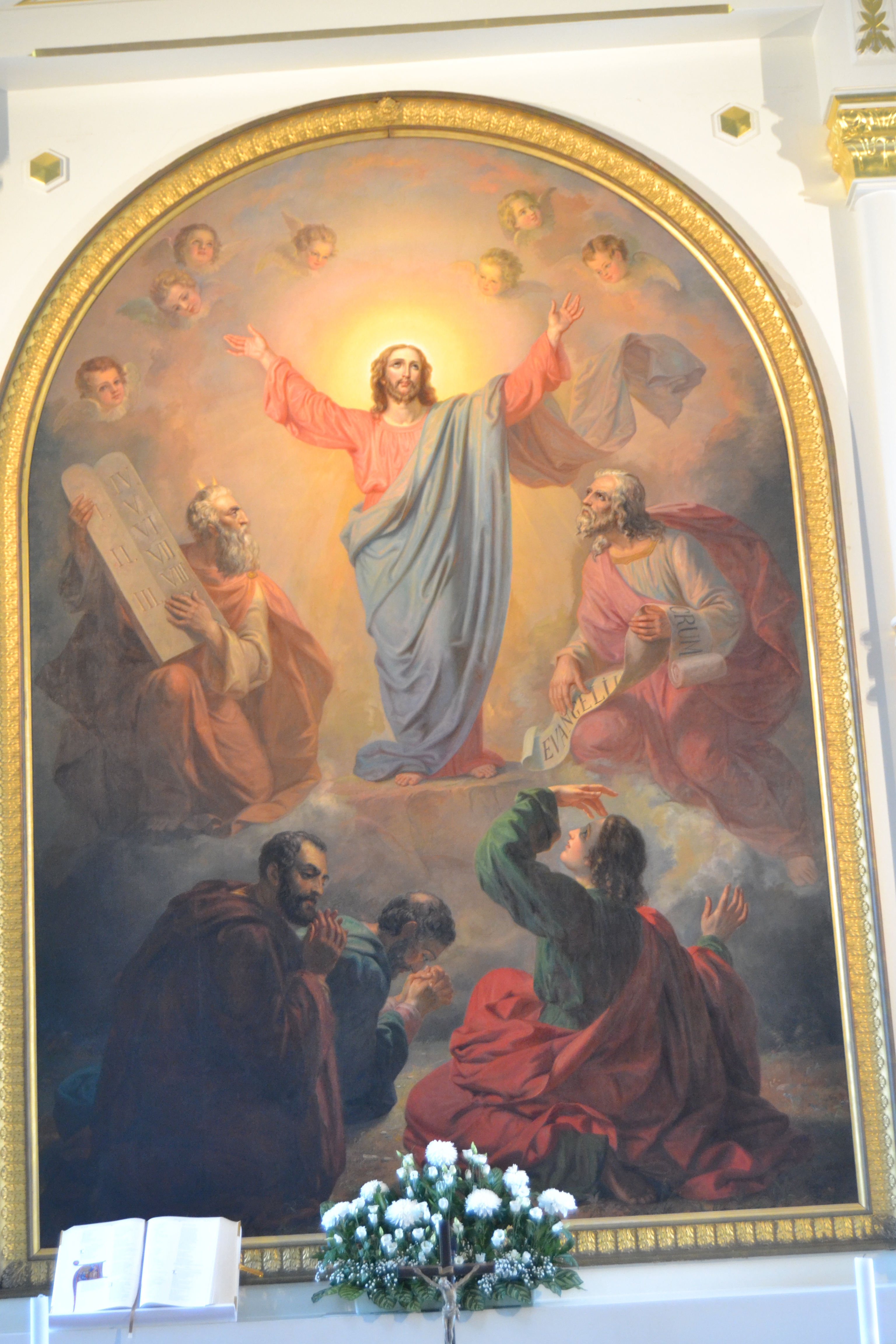
Église de Laukaa
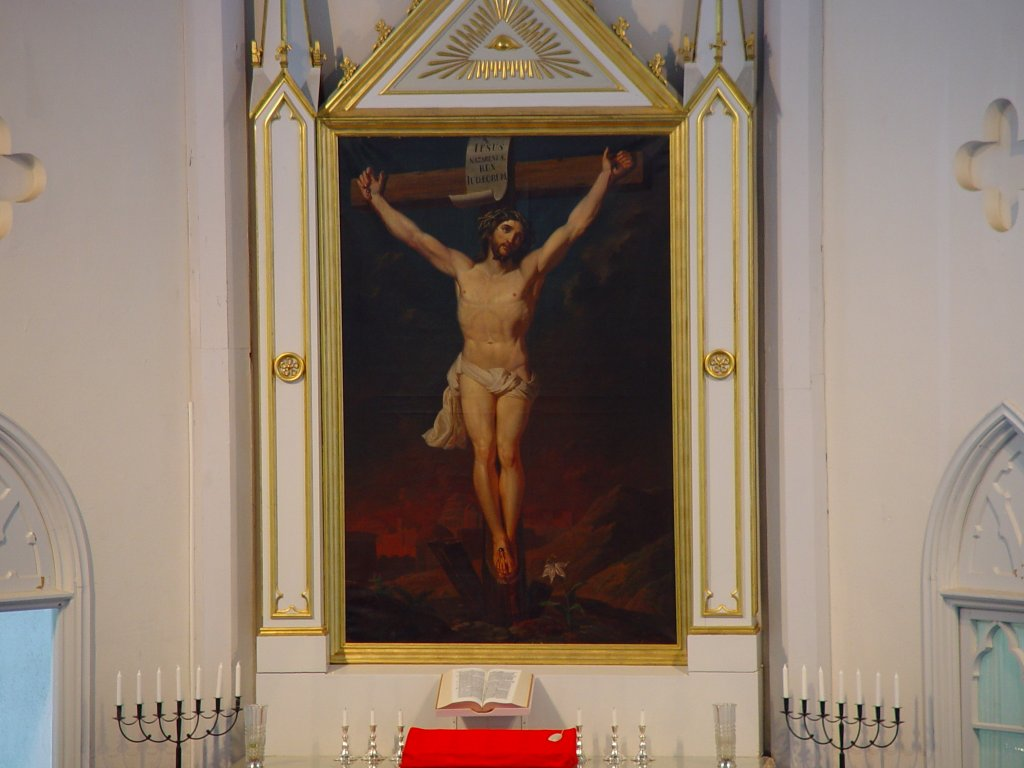
Église de Asikkala

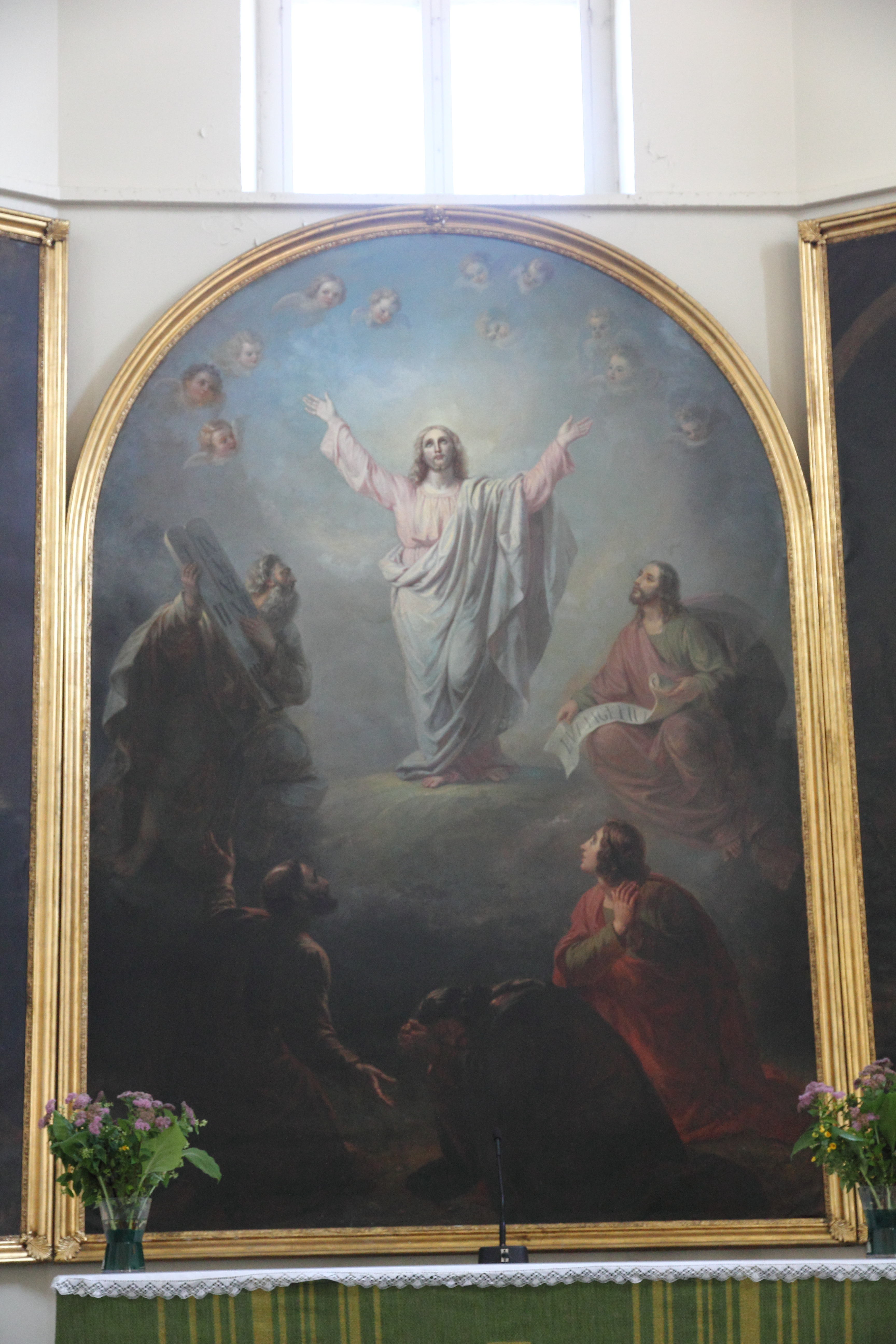
Église de Tyrvää
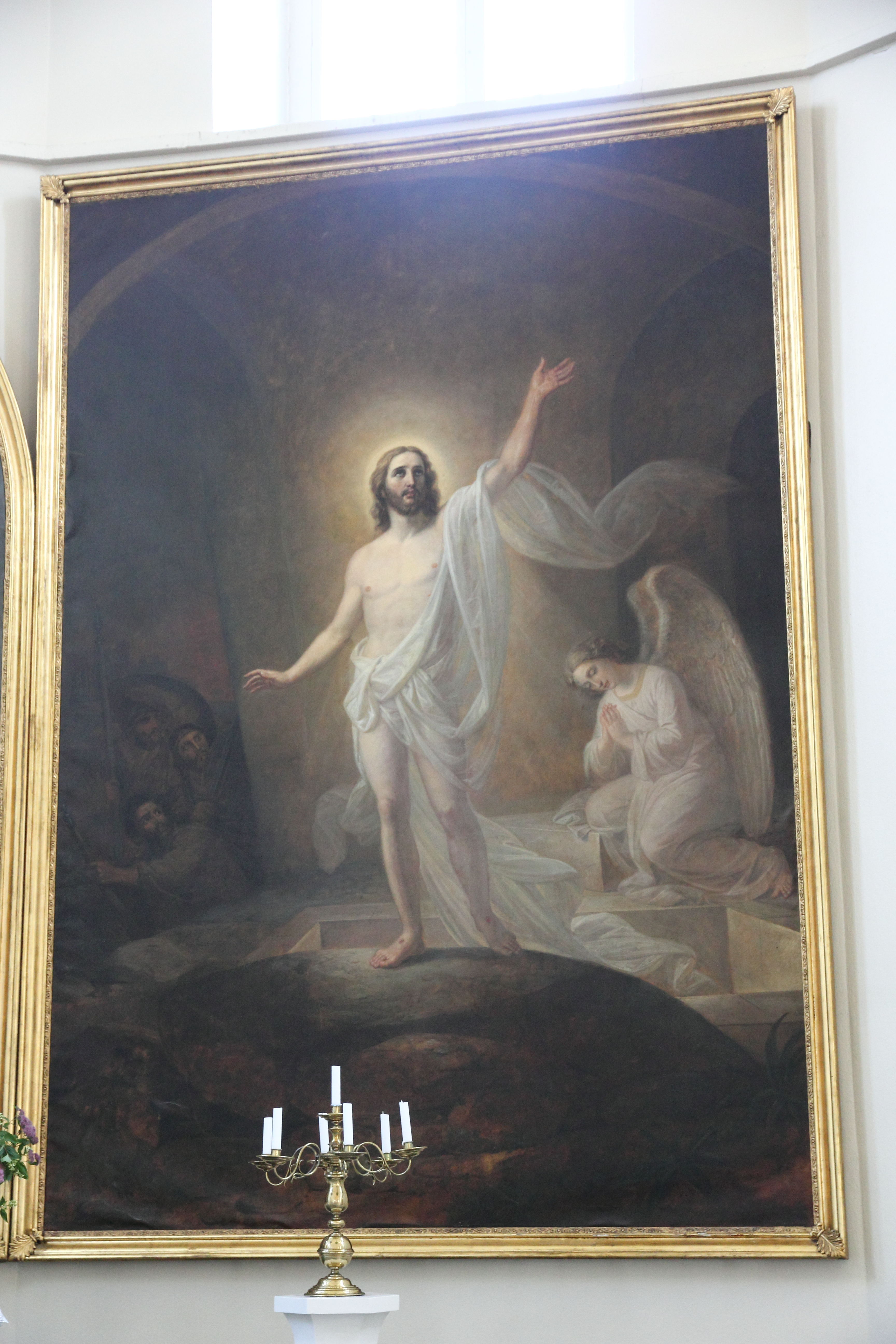
Église de Tyrvää
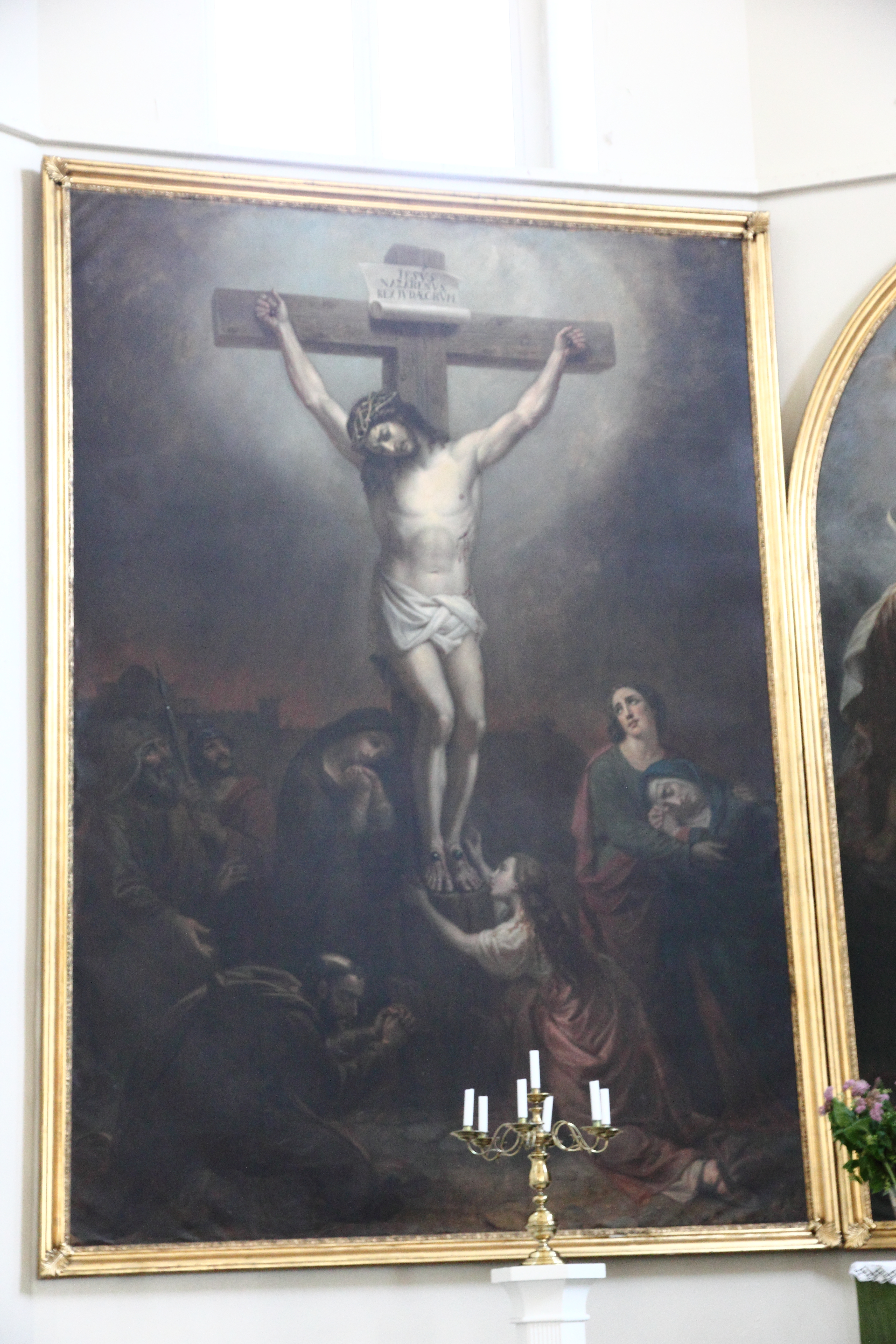
Église de Tyrvää

## Autres œuvres

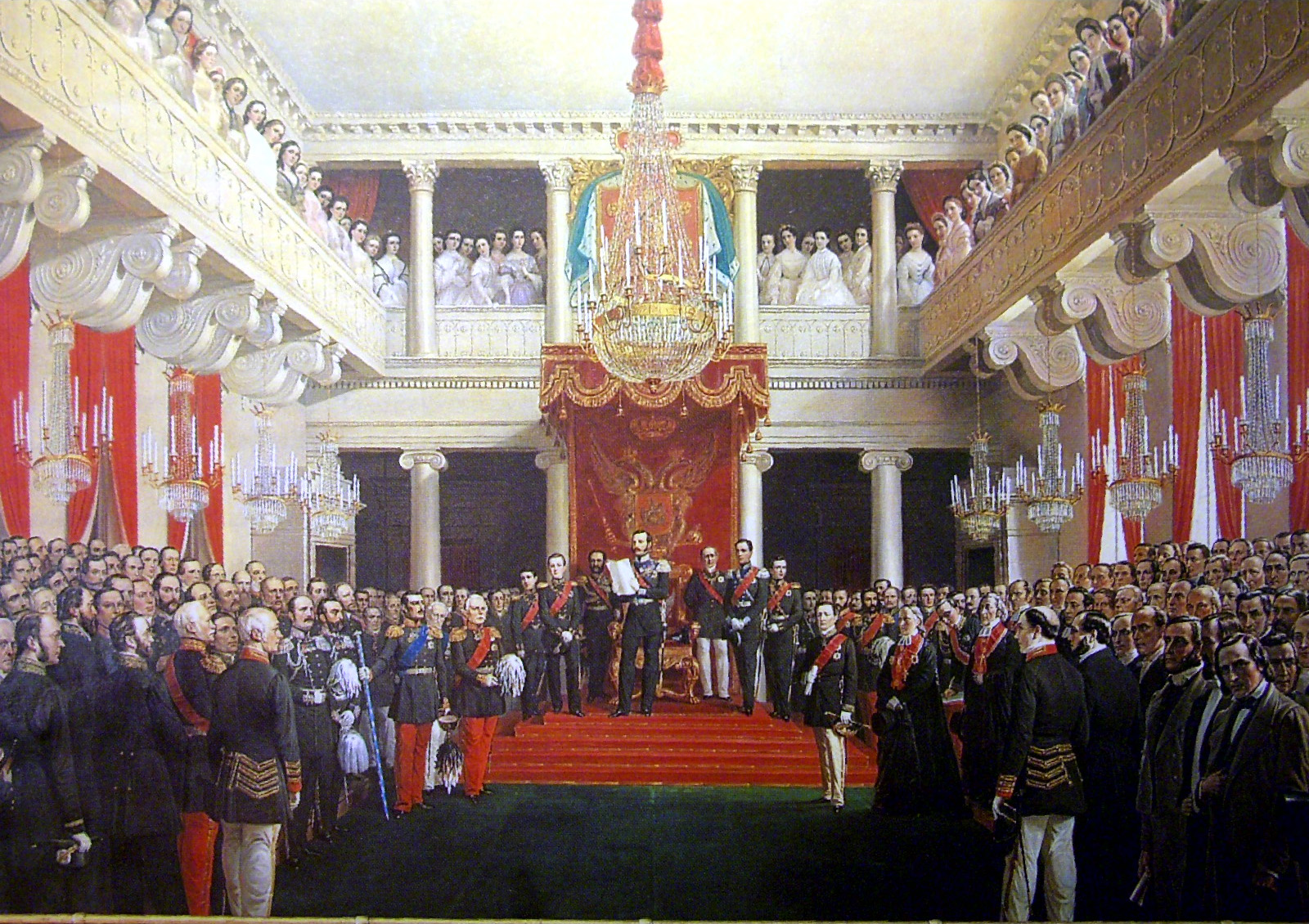
Ouverture de la session du parlement finlandais en 1863 par Alexandre II.
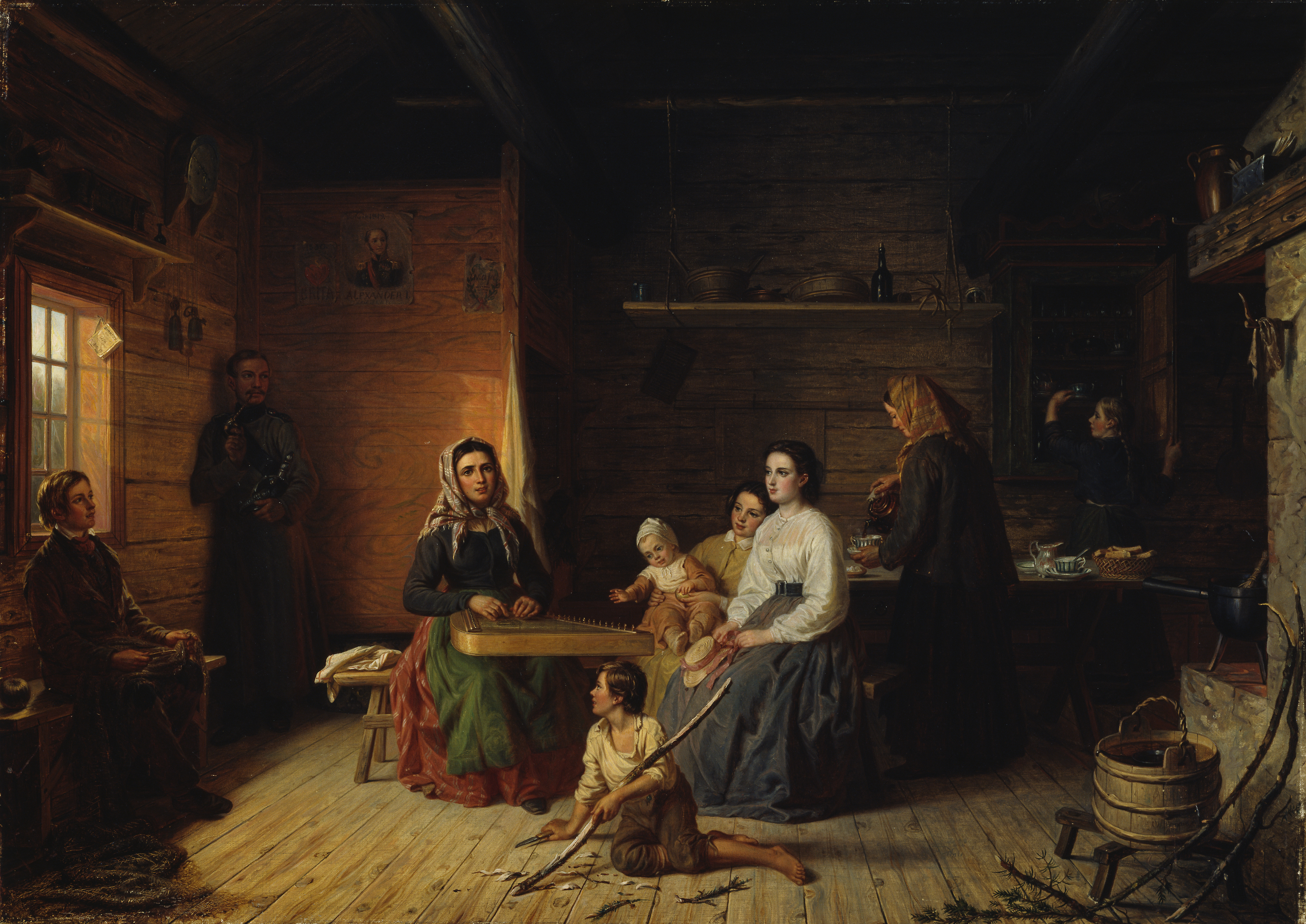
Kreeta Haapasalo jouant du Kantele dans une maison paysanne.
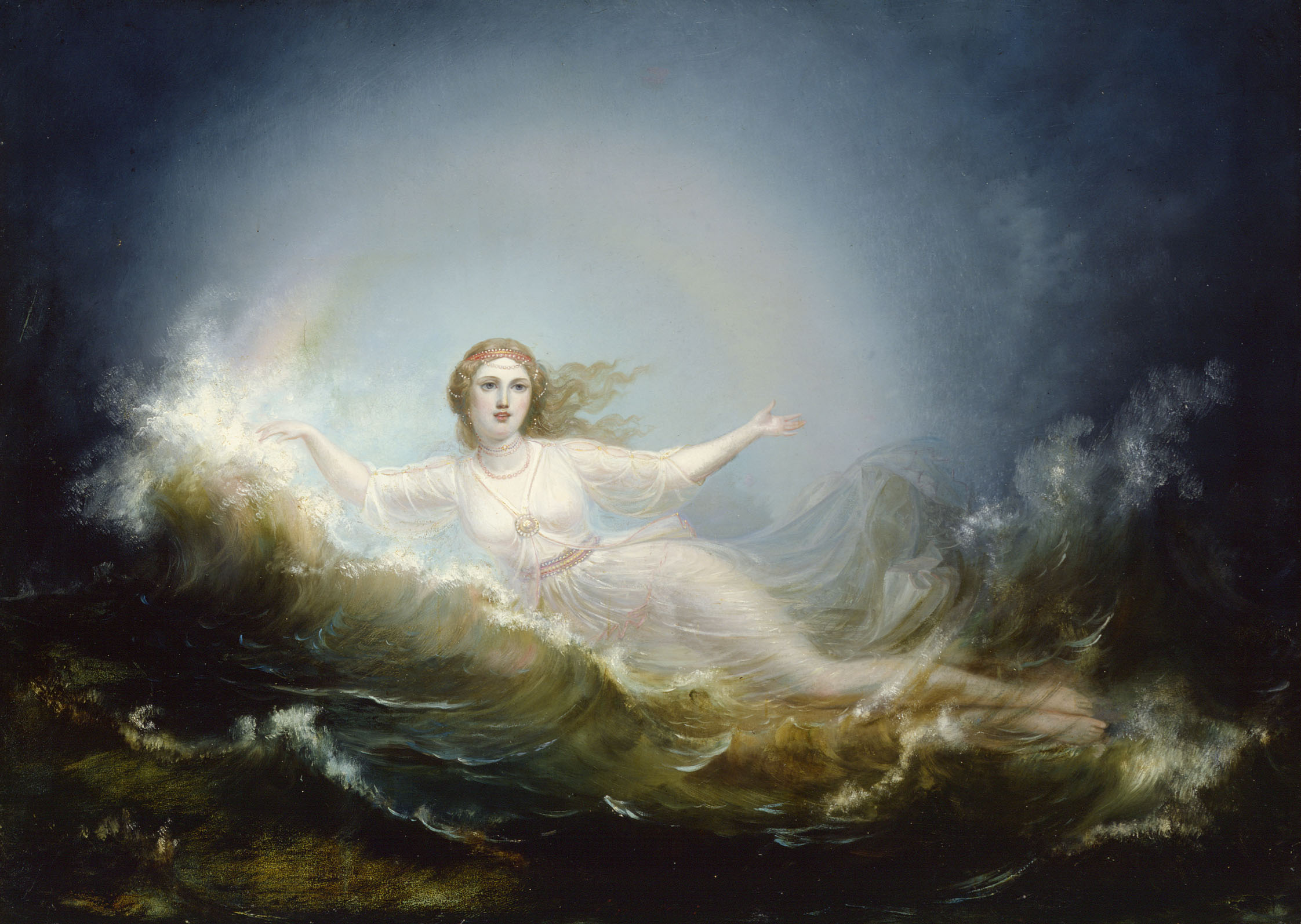
Ilmatar.

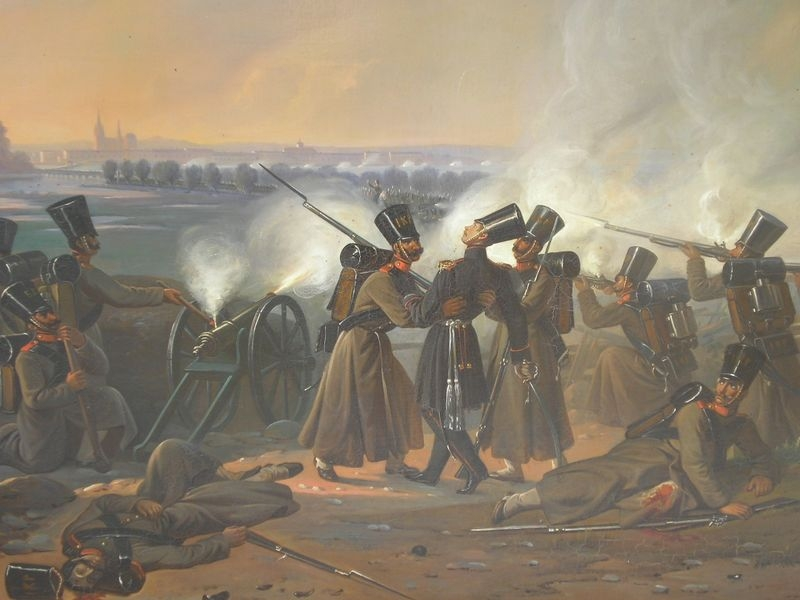
La bataille de Tykocin.
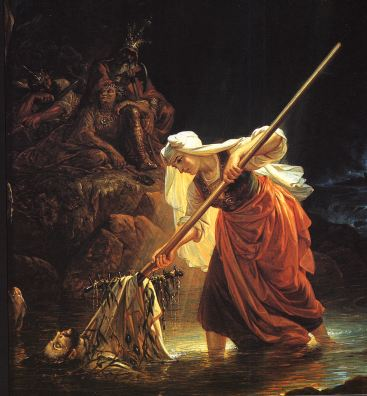
La mère de Lemminkäinen sur la rivière de Tuonela.
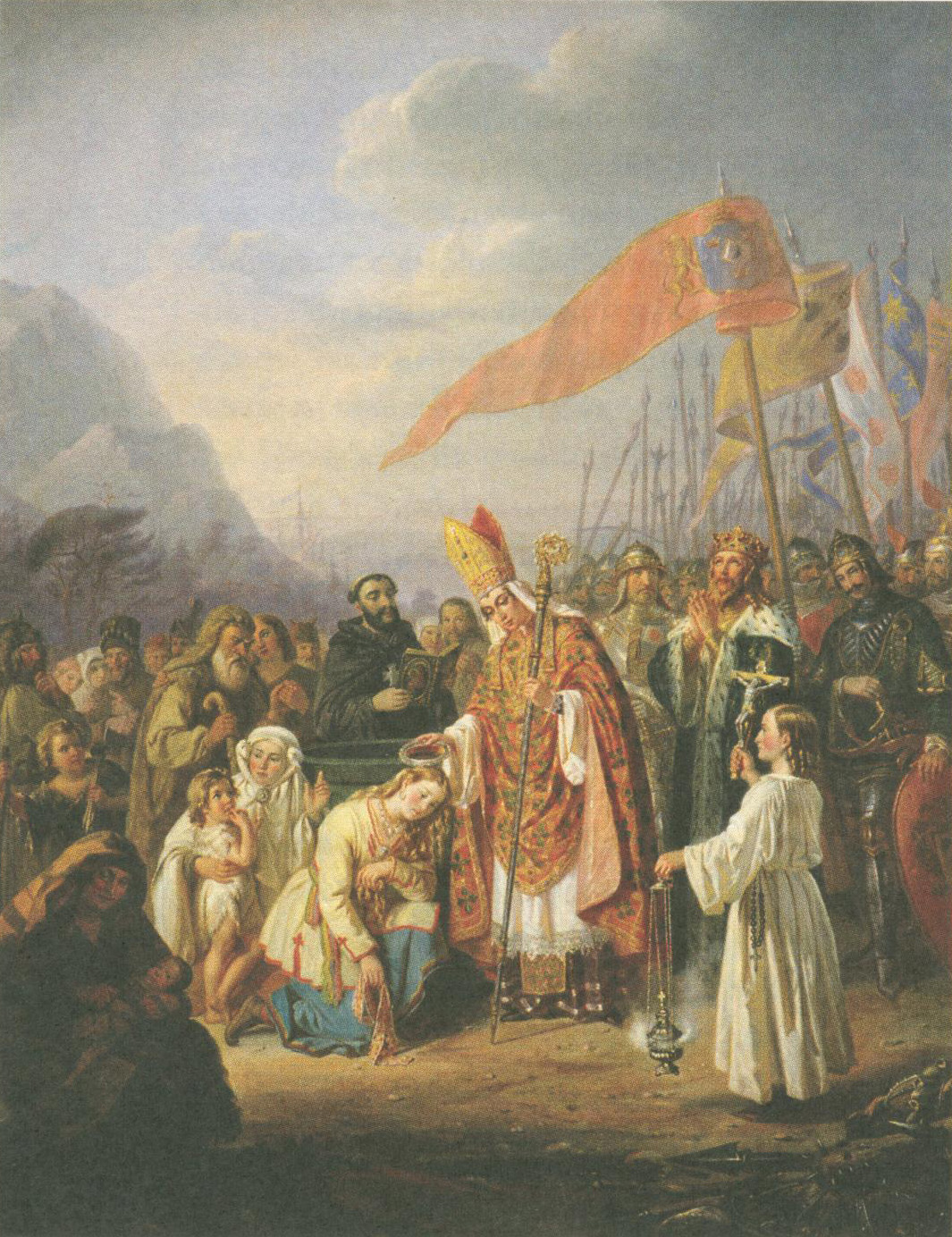
Le baptême des premiers chrétiens par l'évêque Saint Henri à la source de Kupittaa.

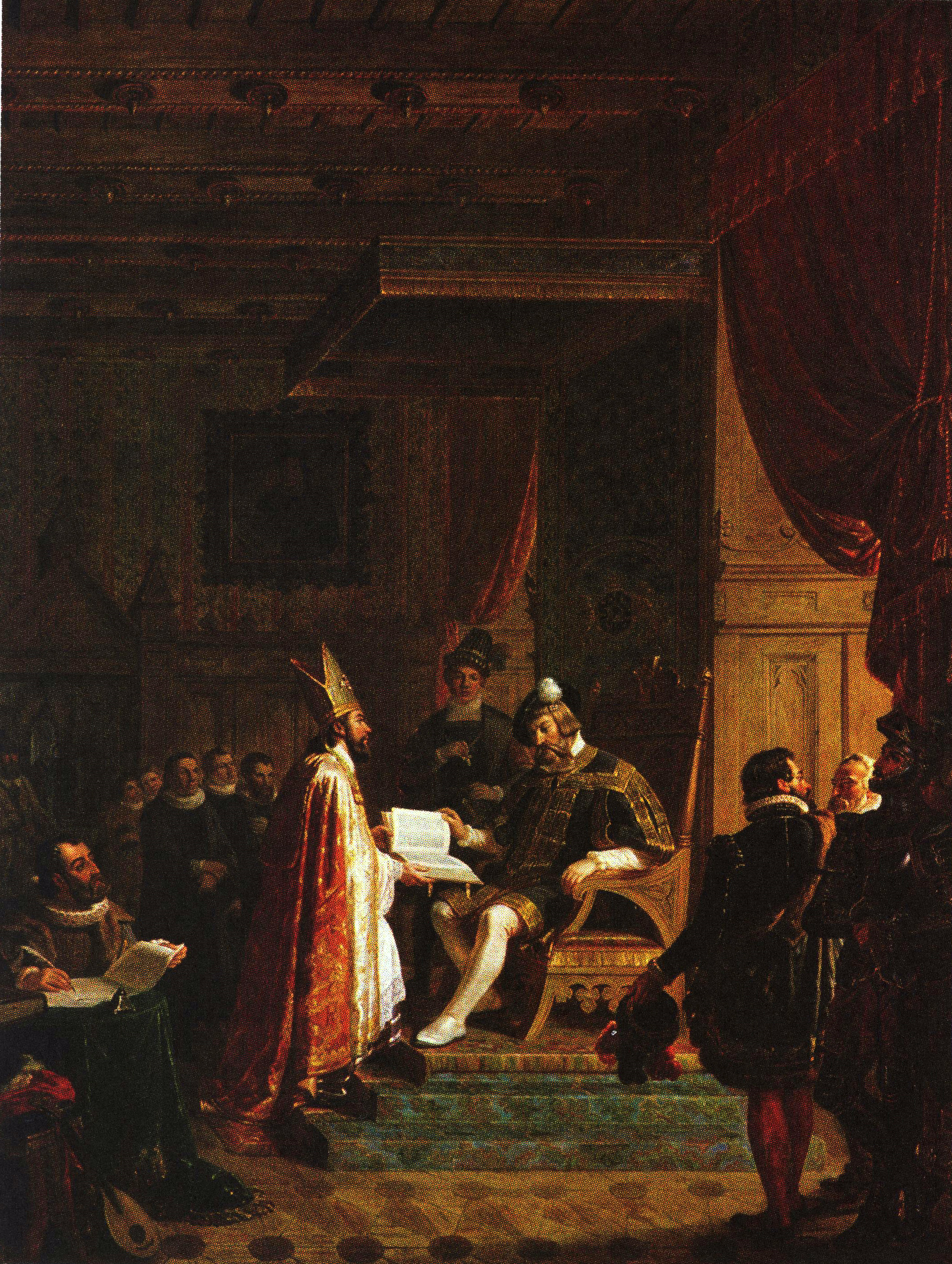
La présentation, par Mikael Agricola, de la première traduction en finnois du Nouveau Testament au roi Gustave Ier Vasa.
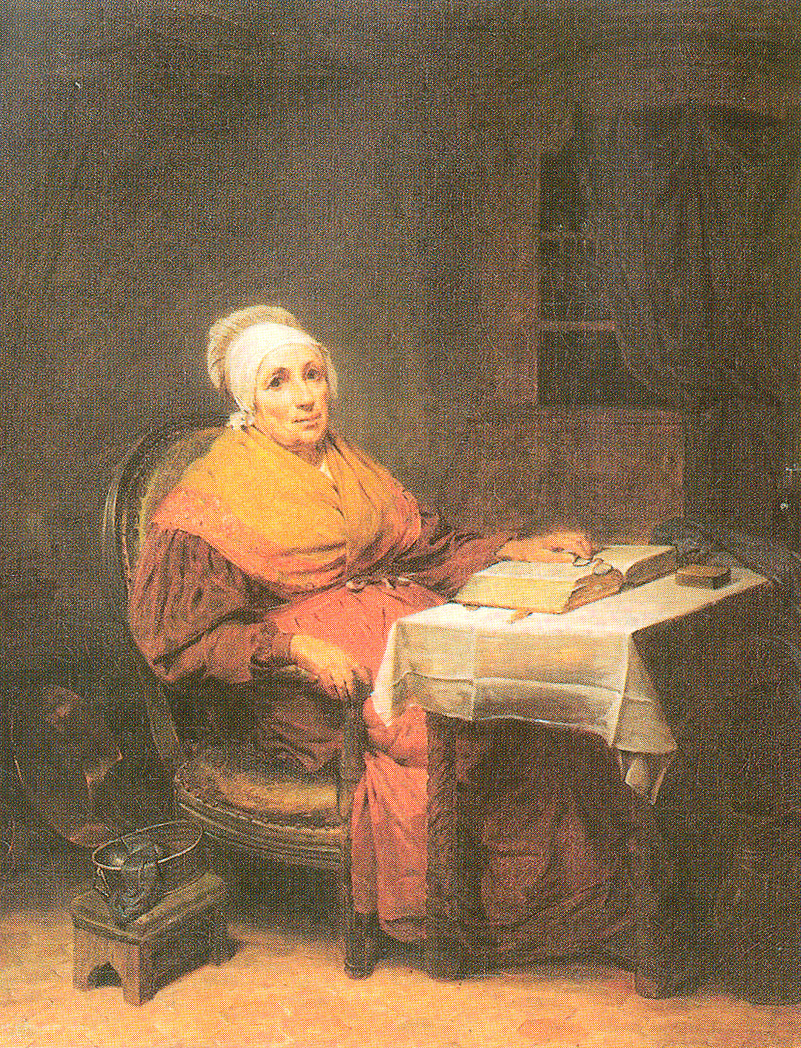
Femme lisant.
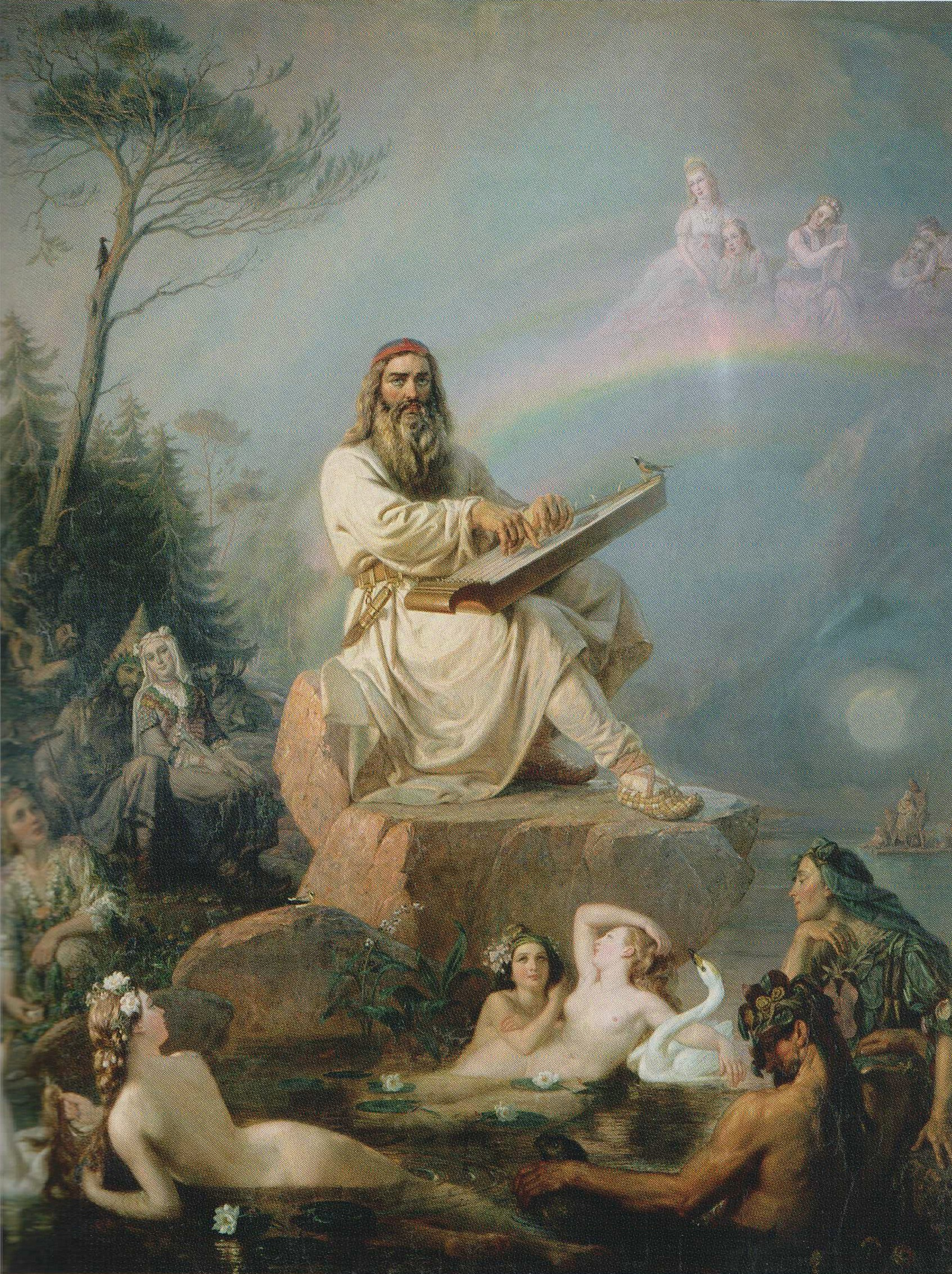
Väinämöinen, 1866.